# Christian de Schleswig-Holstein
Prințul Christian de Schleswig-Holstein (Frederick Christian Charles Augustus; 22 ianuarie 1831 – 28 octombrie 1917) a fost un minor prinț german care a devenit membru al familiei regale britanice prin căsătoria cu Prințesa Elena a Regatului Unit, al cincilea copil și a treia fiică a reginei Victoria a Regatului Unit și a Prințului Albert de Saxa-Coburg-Gotha.

## Biografie
Prințul Christian s-a născut la Augustenborg, Danemarca. A fost al doilea fiu al lui Christian, Duce de Augustenborg și a soției acestuia, Contesa Lovisa-Sophie Danneskjold-Samsøe.

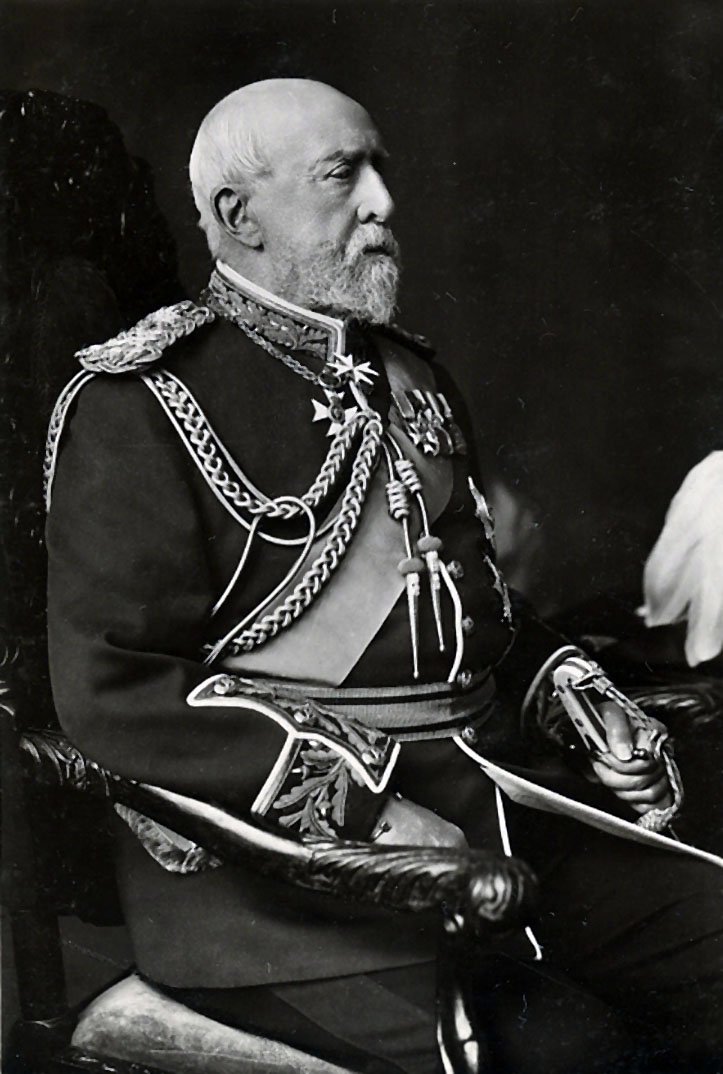
Prințul Christian

Prințul Christian a fost probabil, prin descendență, cel mai înalt prinț danez al familiei regale daneze a generației sale. Familia sa a aparținut Casei de Oldenburg, casa regală care numără toate dinastiile regale medievale scandinave, printre strămoșii săi îndepărtați. Mama sa aparținea unei vechi familii daneze (Danneskiold-Samsoe) iar bunica paternă, Louise Auguste a Danemarcei, a fost prințesă regală. Bunicul patern, 
În septembrie 1865, în timp ce vizita Coburg, Prințesa Elena l-a întâlnit pe Prințul Christian. Cuplul s-a logodit în decembrie același an. regina Victoria și-a dat consimțământul pentru căsătorie cu condiția ca cei doi tineri să locuiască în Marea Britanie. Nunta a avut loc la Castelul Windsor la 5 iulie 1866. Cu șapte zile înainte de nuntă, regina i-a garantat ginerelui ei calificarea de Alteță regală. Ca fiu mai mic al unui Duce conducător, absența angajamentelor externe i-au permis Prințului să rămână permanent în Marea Britanie - principala preocupare a reginei.
Christian și Elena erau veri de gradul trei prin descendența de la Frederick, Prinț de Wales. Relațiile dintre Elena și cumnata ei Alexandra (soția Prințului de Wales) au rămas încordate iar Alexandra nu era pregătită să-l accepte pe Christian (care de asemenea era văr de gradul trei cu Alexandra) ca văr sau frate.
Christian era cu 15 ani mai mare decât soția sa iar la nuntă un oaspete a comentat că parcă Elena se căsătorea cu unchiul ei. Cuplul și-a petrecut prima noapte la Casa Osborne înaintea lunii de miere de la Paris, Interlaken și Geneva.
Elena și Christian au fost devotați unul celuilalt și au trăit o viață liniștită în comparație cu surorile Elenei. După căsătorie și-au stabilit reședința la Cumberland Lodge; când stăteau la Londra, locuiau la Palatul Buckingham. Cuplul a avut șase copii: Christian Victor în 1867, Albert în 1869, Elena Victoria în 1870 și Marie Louise în 1872. Ultimii doi fii au murit la vârste fragede; Frederick Harold la opt zile după naștere, în 1876 și un fiu născut mort în 1877.